# Sugajenko
Sugajenko – wieś w Polsce położona w województwie warmińsko-mazurskim, w powiecie nowomiejskim, w gminie Kurzętnik. W latach 1975–1998 miejscowość administracyjnie należała do województwa toruńskiego.
Wieś należy do parafii w Mrocznie (dekanat Rybno). Działa tu Koło Gospodyń Wiejskich (od ponad 40 lat) i Ochotnicza Straż Pożarna. Sugajenko jest wsią sołecką. Sołectwo obejmuje 617,78 ha, znajduje się w nim 54 gospodarstwa i 293 mieszkańców (dane z 2008 r.).

## Historia
Z wizytacji z lat 1667-1672 wynika, że w tym czasie Sugajenko obejmowało 40 włók i należało do miatsa Chemłży. W 1706 r. wieś należała do parafii Mroczno i obejmowała 614 ha ziemi, w tym 519 ha ziemi ornej i 18 ha łąk. Ale były obsadzone tylko dwa siedliska. W 1731 roku wieś nadal należała do Chełmży i obejmowała 40 włók ziemi. Było dwóch sołtysów (łącznie 4 włóki) płacących czynsz w wysokości dwóch korców żyta i tyle samo pszenicy. Po korcu żyta i pszenicy od dwóch włók płacili także: Jakub Gburek, Bartłomiej Bendedycki, Frącek Nagórski, Maciej Kaczmarczk, Kazimierz Karczmarz, Marcin Szpak i Piotr Dannik. Pustych włók było 20. W 1773 r. ziemie w Sugajenku przejął rząd Prus i utworzono tu domenę państwową. W 1793 r. długi Chełmży wobec kapituły chełmińskiej były tak duże, że wystąpiono na drogą sądowa, by po długich negocjacjach spłaty rozłożyć na raty roczne a pieniądze miały pochodzić z czynszu uzyskanego z dzierżawy Sugajenka. 14 września 1874 r. ujęto bandę zbójecką, która od dłuższego czasu była postrachem okolicy i szczególnie dawała się we znaki mieszkańcom Sugajenka oraz Tylic. W 1885 r. we wsi były 93 domy a mieszkało 444 osób (386 katolików, 58 ewangelików). W 1887 r. do tutejszej szkoły uczęszczało 80 dzieci.
Po powstaniu państwa polskiego, w 1920 r. w Sugajenku pozostała tylko jedna rodzina niemiecka. W 1922 r. Sugajenko było gminą wiejską. W trzyklasowej szkole kierownikiem był Alfons Wróblewski. Przed 1939 r. Sugajenko należało do wójtostwa z siedzibą w Mrocznie a sołtysem w 1928 r. był niejaki Ponczykowski.
W czasie okupacji niemieckiej (druga wojna światowa) do obozu w Potulicach z Sugajenka wywieziono 6 osób dorosłych i pięcioro dzieci z rodzin: Dziukowskich, Kiejdrowskich, Raszkowskich, Romanowskich i Zarembów.
Po wojnie (1945) kierownikiem Publicznej Szkoły Podstawowej w Sugajenku był Sylwester Sendwicki, a od 1953 r. Stanisław Sarnowski, pracujący jako miejscowy nauczyciel od 1949 r.
Jednostką nadrzędną szkoły było Prezydium Powiatowej Rady Narodowej Wydział Oświaty w Nowym Mieście Lubawskim. W wyniku zmian organizacyjno-administracyjnych w 1975 r. Szkoła Podstawowa w Sugajenku została filią Szkoły Podstawowej w Brzoziu Lubawskim.
Za wieloletni wkład pracy pedagogicznej i działalność społeczno-kulturalną w 1974 r. uchwałą Rady Państwa, Stanisław Sarnowski, został odznaczony Złotym Krzyżem Zasługi. W 1972 r. uchwałą Prezydium Wojewódzkiej Rady Narodowej otrzymał Złotą Odznakę Honorową „Zasłużony dla Warmii i Mazur”. W 1979 r. ukończył wyższe studia zawodowe. Po 1985 r. punktem filialnym szkoły kierowała Danuta Prucnal.
W 1973 sołectwo Sugajenko weszło w skład gminy Kurzętnik.
W 1992 punkt filialny szkoły został zlikwidowany, a dzieci przeszły do szkoły w Brzoziu Lubawskim.
16 września 2012 gmina Kurzętnik zorganizowała w Sugajenku dożynki gminno-parafialne, w których uczestniczyli m.in. Urszula Pasławska, podsekretarza stanu w Ministerstwie Skarbu Państwa, poseł Adam Żyliński oraz przedstawiciele ukraińskiej gminy Verhnii Verbizh.

## Zabytki
- Chałupa z drugiej połowy XIX w.

## Ludzie związani z miejscowością
- W Sugajenku urodził się 27 grudnia 1899 roku Józef Leliwa Piotrowicz, kronikarz Ziemi Lubawskiej, pochodzący z rodziny szlacheckiej Jana i Bernardyny Piotrowiczów.
- Sołtysi – w 1928 r. Ponczykowski, Kazimierz Pawłowski (przed 2003), Daniel Radzimiński (od 2003 ).